# 존 웨튼
존 웨튼(영어: John Kenneth Wetton, 1949년 6월 12일 ~ 2017년 1월 31일)은 잉글랜드의 음악가이다. 1970년대와 80년대에 기술적으로 뛰어나 수요가 있는 록 음악가이었다. 여러 밴드를 전전한 후, 1972년에 전설적인 프로그레시브 록 밴드 킹 크림슨에 가수 겸 베이시스트로 가입하여 명성을 얻었다. 2년 후에 그 밴드가 해산하고 록시 뮤직과 하드 록의 개척자 유라이어 힙 등에 참여하고 킹 크림슨의 드러머였던 빌 브루포드와 함께 프로그레시브 록 밴드 UK를 결성하였다. 80년대 초반에 저명한 음악가를 모은 슈퍼그룹 아시아로 세계적인 성공을 거두었다. 공식 웹사이트에 따르면 1월 11일 암 치료 목적으로 2월의 음악 이벤트와 3 ~ 4 월에 '아시아'의 미국 순회 공연 참가를 포기한다고 발표하였다. 1월 31일 결장암으로 취침 중 사망하였다고 보도되었다.

## 평가
존은 그 거대하고 독특한 음악적 재능에 머물지 않는 사람이었다. 그는 매우 지적인 사람으로 그 삶에 대한 관찰력과 지성에 특별한 사람이었다. 모두 그의 뛰어난 유머 감각에 빠져 있었다. 그 지혜는 어둡고 깊었으며, 그와 의기투합한 사람들만이 제대로 느낄 것이다. 내가 그와 동일 선상에 있을 정도로 많은 공통점을 찾아낼 수 있어 운이 좋았다. 그의 개인 인생 경험의 상당수는 노래 가사 공헌에 반영되어 있다. 그의 마음은 언제나 음악에 있었다. 그것이 존이었다. 철저하게 항상 음악에 대한 것이었다.

## 음반 목록

### 솔로
- 《Caught in the Crossfire》 (1980)
- 《Voice Mail / Battle Liness》 (1994)
- 《Arkangel》 (1997)
- 《Welcome to Heaven / Sinister》 (2000)
- 《Rock of Faith 》 (2003)
- 《Raised in Captivity》 (2011)

## 참고 문헌
- 빌보드 - John Wetton, Singer/Bassist for King Crimson and Asia, Dies at 67
- https://www.facebook.com/asiatheband/posts/1410244505654510 - Original Asia - GEOFF DOWNES STATEMENT ON THE PASSING OF JOHN WETTON